# Шурупов Костянтин Олексійович
Костянти́н Олексі́йович Шуру́пов (нар. 6 березня 1910, Харків — пом. 1 травня 1985, Київ) — український радянський живописець; член Спілки радянських художників України.

## Біографічні відомості
Народився 21 лютого [6 березня] 1910 року в місті Харкові (нині Україна). 1939 року закінчив Київський художній інститут, де навчався зокрема у Федора Кричевського.
Брав участь у німецько-радянській війні. Нагороджений орденом Вітчизняної війни ІІ ступеня (6 квітня 1985).
Жив у Києві, в будинку на вулиці Дашавській, № 27, квартира 37. Помер у Києві 1 травня 1985 року.

## Творчість

«Материнство. Алегорія весни». 1928 рік

Працював у галузі станкового живопису. Писав пейзажі, натюрморти, жанрові композиції. Серед робіт:
- «Надвечір» (1961);
- «Весна над Дніпром» (1961);
- «Вогні «Азовсталі» (1963);
- «Біля Дніпра» (1963);
- «З хлібом сіллю» (1965);
- «Механізатори» (1967);
- «Жданов. Завод Ілліча» (1967);
- «Осінній день» (1970).

Брав участь у республіканських виставках з 1947 року, всесоюзних — з 1939 року.